# Râul Tecșe
Râul Tecșe este un afluent al râului Aita. 